# Campeonato Mundial de Remo de 2011
El XLI Campeonato Mundial de Remo se celebró en Bled (Eslovenia) entre el 28 de agosto y el 4 de septiembre de 2011 bajo la organización de la Federación Internacional de Sociedades de Remo (FISA) y la Federación Eslovena de Remo.
Las competiciones se realizaron en las aguas del lago homónimo.

## Medallistas

### Masculino
| Evento                                 | Oro | Plata | Bronce |
| -------------------------------------- | --- | --- | --- |
| Scull individual M1X (03.09)           | Mahé Drysdale Nueva Zelanda 6:39,56 | Ondřej Synek · República Checa · 6:40,05 | Alan Campbell Reino Unido 6:44,86 |
| Doble scull M2X (02.09)                | Nathan Cohen Joseph Sullivan Nueva Zelanda 6:10,76 | Hans Gruhne · Stephan Krüger · Alemania · 6:10,82 | Cédric Berrest Julien Bahain Francia 6:14,31 |
| Cuatro scull M4X (03.09)               | Christopher Morgan James McRae Karsten Forsterling Daniel Noonan Australia 5:39,31                                                                                                 | Karl Schulze · Philipp Wende · Lauritz Schoof · Tim Grohmann · Alemania · 5:39,56 | David Šain · Martin Sinković · Damir Martin · Valent Sinković · Croacia · 5:42,82                                                                                        |
| Dos sin timonel M2- (03.09)            | Eric Murray Hamish Bond Nueva Zelanda 6:14,77 | Peter Reed Andrew Triggs Hodge Reino Unido 6:16,27 | Niccolò Mornati · Lorenzo Carboncini · Italia · 6:21,33 |
| Dos con timonel M2+ (02.09)            | Vincenzo Capelli · Pierpaolo Frattini · Niccolò Fanchi (t) · Italia · 6:56,45 | William Lockwood James Chapman David Webster (t) Australia 6:58,20 | Kevin Light · Steven Van Knotsenburg · Brian Price (t) · Canadá · 7:0076                                                                                                 |
| Cuatro sin timonel M4- (04.09)         | Matthew Langridge Richard Egington Thomas James Alexander Gregory Reino Unido 5:55,18                                                                                              | Steryos Papajristos · Ioannis Tsilis · Yeoryos Tzialas · Ioannis Jristu · Grecia · 5:57,20                                                                                            | Samuel Loch Drew Ginn Nicholas Purnell Joshua Dunkley-Smith Australia 5:58,44                                                                                            |
| Ocho con timonel M8+ (01.09)           | Gregor Hauffe · Andreas Kuffner · Eric Johannesen · Maximilian Reinelt · Richard Schmidt · Lukas Müller · Florian Mennigen · Kristof Wilke · Martin Sauer (t) · Alemania · 5:28,81 | Nathaniel Reilly-O'Donnell Cameron Nichol James Foad Alexander Partridge Mohamed Sbihi Gregory Searle Thomas Ransley Daniel Ritchie Phelan Hill (t) Reino Unido 5:30,83               | Gabriel Bergen · Andrew Byrnes · Jeremiah Brown · Douglas Csima · Malcolm Howard · Conlin McCabe · Robert Gibson · William Crothers · Brian Price (t) · Canadá · 5:31,18 |
| Scull individual ligero LM1X (02.09)   | Henrik Stephansen Dinamarca 6:54,73 | Pietro Ruta · Italia · 7:01,54 | Duncan Grant Nueva Zelanda 7:03,30 |
| Doble scull ligero LM2X (04.09)        | Zachary Purchase Mark Hunter Reino Unido 6:18,67 | Storm Uru Peter Taylor Nueva Zelanda 6:19,01 | Lorenzo Bertini · Elia Luini · Italia · 6:21,33 |
| Cuatro scull ligero LM4X (04.09)       | Francesco Rigon · Daniele Gilardoni · Franco Sancassani · Stefano Basalini · Italia · 6:00,95                                                                                      | Michael Wieler · Stefan Wallat · Jonas Schützeberg · Ingo Voigt · Alemania · 6:01,08                                                                                                  | Steffen Jensen Martin Batenburg Christian Nielsen Hans Christian Sørensen Dinamarca 6:02,81                                                                              |
| Dos sin timonel ligero LM2- (01.09)    | Peter Chambers Kieren Emery Reino Unido 8:00,56 | Luca De Maria · Armando Dell'Aquila · Italia · 8:02,03 | Bastian Seibt · Lars Wichert · Alemania · 8:02,16 |
| Cuatro sin timonel ligero LM4- (02.09) | Anthony Edwards Samuel Beltz Benjamin Cureton Todd Skipworth Australia 5:55,10 | Daniele Danesin · Andrea Caianiello · Marcello Miani · Martino Goretti · Italia · 5:56,33                                                                                             | Richard Chambers Christopher Bartley Paul Mattick Robert Williams Reino Unido 5:57,33                                                                                    |
| Ocho con timonel ligero LM8+ (04.09)   | Thomas Bertrand Ross Brown Blair Tunevitsch Thomas Gibson Alister Foot Roderick Chisholm Nicholas Baker Darryn Purcell David Webster (t) Australia 5:44,57                         | Luigi Scala · Fabrizio Gabriele · Davide Riccardi · Gianluca Santi · Livio La Padula · Catello Amarante · Jiří Vlček · Giorgio Tuccinardi · Gianluca Barattolo (t) · Italia · 5:44,73 | Lasse Dittmann Daniel Graff Anders Hansen Jens Vilhelmsen Thorbjørn Patscheider Jacob Larsen Christian Pedersen Martin Kristensen Emil Blach (t) Dinamarca 5:46,75       |

### Femenino
| Evento                               | Oro | Plata | Bronce |
| ------------------------------------ | --- | --- | --- |
| Scull individual W1X (04.09)         | Miroslava Knapková · República Checa · 7:26,64 | Yekaterina Karsten · Bielorrusia · 7:28,68 | Emma Twigg Nueva Zelanda 7:30,68 |
| Doble scull W2X (03.09)              | Anna Watkins Katherine Grainger Reino Unido 6:44,73 | Kerry Hore Kimberley Crow Australia 6:45,98 | Fiona Paterson Anna Reymer Nueva Zelanda 6:46,74 |
| Cuatro scull W4X (01.09)             | Julia Richter · Tina Manker · Stephanie Schiller · Britta Oppelt · Alemania · 6:18,37                                                                       | Stesha Carle Natalie Dell Adrienne Martelli Megan Kalmoe Estados Unidos 6:19,90 | Sarah Gray Louise Trappitt Fiona Bourke Eve MacFarlane Nueva Zelanda 6:23,33                                                                                |
| Dos sin timonel W2- (01.09)          | Juliette Haigh Rebecca Scown Nueva Zelanda 6:58,16 | Helen Glover Heather Stanning Reino Unido 6:58,24 | Sarah Tait Kate Hornsey Australia 7:03,98 |
| Cuatro sin timonel W4- (03.09)       | Sarah Zelenka Kara Kohler Emily Regan Sara Hendershot Estados Unidos 6:30,30                                                                                | Peta White Renee Chatterton Pauline Frasca Kate Hornsey Australia 6:31,18 | Wianka van Dorp · Olivia van Rooijen · Elisabeth Hogerwerf · Femke Dekker · Países Bajos · 6:34,06                                                          |
| Ocho con timonel W8+ (02.09)         | Esther Lofgren Zsuzsanna Francia Meghan Musnicki Taylor Ritzel Jamie Redman Amanda Polk Caroline Lind Eleanor Logan Mary Whipple (t) Estados Unidos 6:03,65 | Janine Hanson · Rachelle Viinberg · Natalie Mastracci · Cristy Nurse · Krista Guloien · Ashley Brzozowicz · Darcy Marquardt · Andréanne Morin · Lesley Thompson-Willie (t) · Canadá · 6:04,39 | Alison Knowles Jo Cook Jessica Eddie Louisa Reeve Natasha Page Lindsey Maguire Catherine Greves Victoria Thornley Caroline O'Connor (t) Reino Unido 6:06,03 |
| Scull individual ligero LW1X (02.09) | Fabiana Beltrame · Brasil · 7:44,58 | Pamela Weisshaupt · Suiza · 7:48,24 | Lena Müller · Alemania · 7:50,44 |
| Doble scull ligero LW2X (04.09)      | Jristina Yazitzidu · Alexandra Tsiavu · Grecia · 6:59,80 | Lindsay Jennerich · Patricia Obee · Canadá · 7:03,46 | Hester Goodsell Sophie Hosking Reino Unido 7:04,33 |
| Cuatro scull ligero LW4X (03.09)     | Stephanie Cullen Imogen Walsh Kathryn Twyman Andrea Dennis Reino Unido 6:28,14                                                                              | Pan Dandan Tang Chanjuan Liu Jing Yan Xiaohua China 6:30,41 | Hillary Saeger Nicole Dinion Lindsey Hochman Katherine Robinson Estados Unidos 6:33,91                                                                      |

## Medallero
| Núm. | País            | Oro | Plata | Bronce | Total |
| ---- | --------------- | --- | ----- | ------ | ----- |
| 1    | Reino Unido     | 5   | 3     | 4      | 12    |
| 2    | Nueva Zelanda   | 4   | 1     | 4      | 9     |
| 3    | Australia       | 3   | 3     | 2      | 8     |
| 4    | Italia          | 2   | 4     | 2      | 8     |
| 5    | Alemania        | 2   | 3     | 2      | 7     |
| 6    | Estados Unidos  | 2   | 1     | 1      | 4     |
| 7    | Grecia          | 1   | 1     | 0      | 2     |
| 7    | República Checa | 1   | 1     | 0      | 2     |
| 9    | Dinamarca       | 1   | 0     | 2      | 3     |
| 10   | Brasil          | 1   | 0     | 0      | 1     |
| 11   | Canadá          | 0   | 2     | 2      | 4     |
| 12   | Bielorrusia     | 0   | 1     | 0      | 1     |
| 12   | China           | 0   | 1     | 0      | 1     |
| 12   | Suiza           | 0   | 1     | 0      | 1     |
| 15   | Croacia         | 0   | 0     | 1      | 1     |
| 15   | Francia         | 0   | 0     | 1      | 1     |
| 15   | Países Bajos    | 0   | 0     | 1      | 1     |
|      | TOTAL           | 22  | 22    | 22     | 66    |